# Studierendenorientierung
Studierendenorientierung ist ein Leitkonzept der Hochschuldidaktik, das hohe Zustimmung unter Hochschuldidaktikern und Hochschullehrenden genießt und sehr verbreitet ist, aber nicht besonders genau definiert. Kennzeichnend ist, dass der Gruppe der Studierenden in der Bildungsinstitution Hochschule zumindest implizit ein Vorrang eingeräumt wird. Verbreitete (negativ konnotierte) Gegensätze zu Studierendenorientierung sind Lehrendenorientierung und Stofforientierung.
Wenig kontroverse Aspekte von Studierendenorientierung sind üblicherweise ein Verständnis von Lernen als aktivem Prozess, die Betonung von tiefem Lernen und Verstehen als Lernzielen, die Betonung der Autonomie und Verantwortlichkeit der Lernenden, ein Bewusstsein des wechselseitigen Verhältnisses von Lehrenden und Lernenden, das beidseitigen Respekt einschließt, und die Notwendigkeit von Reflexion bei beiden.

## Definitionen
Es können mindestens vier verschiedene Verwendungsweisen des Begriffs Studierendenorientierung unterschieden werden:
- Orientierung an Studierenden als Kunden: Der Hintergrund ist hier ökonomisches Denken; die Grundidee ist, dass Hochschulen ihre Angebote möglichst an den Bedürfnissen der Studierenden orientieren sollen. Hauptziele sind die Zufriedenheit der Studierenden und ökonomischer Mehrwert für die Hochschule (etwa steigende Studierendenzahlen) sowie Effizienz. Die Aktivität geht einseitig von der Hochschule aus, ihr Fokus liegt auf Dienstleistungen der Hochschule wie Beratung, Zurverfügungstellen von Ressourcen und ähnlichem, kann aber auch auf die Lehre übertragen werden.[4] Das Handlungsfeld dieses Verständnisses von Studierendenorientierung ist die Organisation Hochschule.
- Orientierung an Studierenden als Lernenden: Der Hintergrund dieses Verständnisses sind Ende des 20. Jahrhunderts (wieder) prominent gewordene Auffassungen von Lernen als aktivem, selbständigen und konstruktiven Prozess. Hierzu gehören sowohl radikaler (sozial-) konstruktivistische Verständnisse[5] als auch die einfachere psychologische Einsicht, dass Lernen im Sinne des Wissenserwerbs aktive Prozesse bei den Lernenden voraussetzt. Besonders bekannt geworden ist das Schlagwort des „shift from teaching to learning“[6] (etwa: „Vom Lehren zu Lernen“). Der Fokus der Hochschullehre soll demzufolge nicht mehr auf der Vermittlung von Wissen, sondern auf der Anregung und Aktivierung der Studierenden liegen. Lehrende werden nicht mehr als Wissensvermittler gesehen, sondern eher als Coaches.[7] Von den Studierenden verlangt diese Perspektive Engagement, selbstreguliertes Lernen und metakognitives Wissen über das eigene Lernen. Das Handlungsfeld dieses Verständnisses von Studierendenorientierung ist didaktisch.
- Orientierung an Studierenden als Bürgern: Der Hintergrund sind hochschulpolitische Überlegungen. Der Fokus liegt auf der Beteiligung an der Gestaltung der Hochschule in einem breiten Sinn. Hochschulen werden dabei dezidiert als Institutionen demokratischer Gesellschaften gesehen. Diese Perspektive setzt als Vorbedingung für Mitbestimmung relativ umfangreiches Wissen der Studierenden voraus, das über die Inhalte ihres Studiums und metakognitives Wissen hinausgeht, aber auch politisches Engagement. Das Handlungsfeld ist wie bei der Kundenorientierung organisatorisch, aber in einem nicht nur ökonomischen Sinn.
- Orientierung an Studierenden als Teilnehmenden: Dieses Konzept hat primär einen erwachsenenpädagogischen Hintergrund. Im Fokus stehen eine weitreichende Mitgestaltung von Lernen und Lehre, die Ausrichtung an den Interessen der Teilnehmer, die nicht nur Inhalte und Methoden mitbestimmen, sondern deren lebensweltliche Erfahrungen im Rahmen des Studiums ernst- und aufgenommen werden. Solche Konzepte sehen ein stark selbstbestimmtes Lernen vor, das nicht nur das Wie, sondern auch das Was des Lernens betrifft und damit über selbstreguliertes Lernen hinausgeht.[8] Sie setzen deswegen umfangreiches und reflektiertes Vorwissen voraus, darunter inhaltliches Vorwissen und metakognitives Wissen. Das Handlungsfeld ist wiederum didaktisch.

## Kritik des Konzepts
In der konkreten Verwendung des Begriffs Studierendenorientierung bleibt oft unklar, auf welches Verständnis man sich bezieht. Das ist problematisch, weil sie aufgrund ihrer Hintergründe nicht vollständig miteinander kompatibel sind: „Jede Auffassung betrachtet die Studierenden allerdings [...] aus einer jeweils anderen Perspektive bzw. weist ihnen eine jeweils andere Rolle zu. Jede dieser Rollen ist wiederum in eine spezifische Handlungslogik eingebettet und greift unterschiedliche Zielsetzungen der Organisation Hochschule heraus. Diese Zielsetzungen sind nicht ohne Weiteres kompatibel und führen – nebeneinandergestellt – sogar zu manifesten Widersprüchen.“ Folgenreich ist auch die oft implizierte Opposition von Studierendenorientierung und Lehrendenorientierung, die der Idee der Hochschule als einer Gemeinschaft der Lehrenden und Lehrenden widerspricht.